# Gongylidiellum
Gongylidiellum és un gènere d'aranyes araneomorfes de la subfamília Erigoninae, dins de la família Linyphiidae.
Fou descrit per primera vegada per Eugène Louis Simon l'any 1884.

## Distribució
Es pot trobar a la zona holàrtica excepte Gongylidiellum blandum que es pot trobar a Angola. Eugène Louis Simon in 1884.

## Llista d'espècies
Segons The World Spider Catalog 12.0:
- Gongylidiellum blandum Miller, 1970
- Gongylidiellum caucasicum Tanasevitch & Ponomarev, 2015
- Gongylidiellum chiardolae Caporiacco, 1935
- Gongylidiellum compar (Westring, 1861)
- Gongylidiellum confusum Thaler, 1987
- Gongylidiellum crassipes Denis, 1952
- Gongylidiellum edentatum Miller, 1951
- Gongylidiellum hipponense (Simon, 1926)
- Gongylidiellum kathmanduense Wunderlich, 1983
- Gongylidiellum latebricola (O. Pickard-Cambridge, 1871) (Espècie tipus)
- Gongylidiellum linguiformis El teu & Li, 2004
- Gongylidiellum minutum (Banks, 1892)
- Gongylidiellum murcidum Simon, 1884
- Gongylidiellum nepalense Wunderlich, 1983
- Gongylidiellum nigrolimbatum Caporiacco, 1935
- Gongylidiellum orduense Wunderlich, 1995
- Gongylidiellum tennesseense Petrunkevitch, 1925
- Gongylidiellum vivum (O. Pickard-Cambridge, 1875)